# Eckersberg - En smuk løgn
Eckersberg - En smuk løgn var en kunstudstilling med malerier og tegninger af den dansk guldaldermaler C.W. Eckersberg. 
Udstillingen åbnede den 8. oktober 2015 på Statens Museum for Kunst og løb frem til 24. januar 2016, hvorefter den blev flyttet til Hamburger Kunsthalle for senere også at komme til Paris.
Udstillingen bestod i sin fulde udgave af 127 værker samlet fra danske kunstmuseer, specielt Statens Museum for Kunst, udenlandske kunstmuseer  og private samlinger.
Den indeholdt værker fra Erotisk scene malet cirka 1805 til En Korvet på Stabelen malet i 1851 og tegningen Ved et vindue i kunstnerens atelier fra 1852.
Ud over Eckersbergs værker indeholdt udstillingen også J.V. Gertners portrætmaleri af Eckersberg fra 1850 og Otto Evens' gipsskulpturportræt fra 1865.
Af Eckersbergs-malerier fra udenlandske museer var En falden kvindes historie I og Den såkaldte Rafaels Villa i Villa Borgheses have i Rom (Hamburger Kunsthalle), En udflyttergård af bondebyen Spejlsby på Møn (Kunsthalle zu Kiel), Odysseus flygter fra Polyfems hule (Princeton University Art Museum), 
Alkyones drøm. Skitse (Landesmuseum, Schloss Gottorf) samt Parti ved Cloaca Maxima (National Gallery of Art, Washington).
Med udstillingen udkom bogen Eckersberg, der indeholder et ræsonneret katalog over de udstillede værker og længere artikler om Eckersberg og hans kunst.
Kasper Monrad stod for konceptet for både udstilling og bog. 
Ud over Monrad bidrog Henrik Holm, Anna Schram Vejlby, Neela Struck, Jesper Svenningsen, Gry Hedin og David Jackson med artikler til bogen.
Op til udstillingen var et nyt skybillede af Eckersberg blevet identificeret.
En mand havde fået et kasseret maleri og haft det hængende på sit toilet.
På baggrund af en tvivlsom signering havde han haft mistanke om at maleriet kunne være malet af Købke.
Både Den Hirschsprungske Samling og Bruun Rasmussens Kunstauktioner afviste denne tolkning, og først da manden henvendte sig til Statens Museum for Kunst og Kasper Monrad blev billedet anerkendt som et Eckersberg-maleri.
Ydermere genkendte kunstkonsulenten Niels Vodder skyformationen i Eckersberg-maleriet Det russiske linjeskib "Asow" og en fregat til ankers på Helsingørs red.
Maleriet blev efterfølgende vurderet til omtrent to millioner kroner og doneret til Statens Museum for Kunst.
Det indgik i udstillingen under titlen Studie af skyer over Øresund.
Regentparret deltog i den officielle åbning den 7. oktober 2015,
og udstillingen fik omtale og anmeldelse i flere dagblade.
- Selvportræt
- Djævlekløften i Liselunds have på Møn
- Landskab med stente, Møn
- Ved et vindue i kunstnerens atelier

## Eksterne link
- Ufuldstændig liste over udstillingens værker med Wikidata Query Service Arkiveret 7. juni 2017 hos  Wayback Machine